# Iturup
Iturup (em russo:  Итуруп, em japonês:  択捉島, Etorofu) é uma ilha no arquipélago das ilhas Curilas, na Rússia. Tem uma área de 3139 km². Pertence ao grupo das Curilas meridionais. O Japão mantém com a Rússia uma disputa pela soberania sobre esta ilha.
A noroeste fica a ilha Urup, separada pelo estreito de Vries, e a sudoeste a ilha Kunashir, separada pelo estreito de Ekaterina.
Administrativamente, a ilha pertence ao oblast de Sacalina.

## Geografia
Iturup é composta por maciços vulcânicos e cadeias de montanhas. Uma cadeia com uma dúzia de vulcões alinhados ao longo de um eixo nordeste a sudoeste forma o coração da ilha; o maior é o monte Stokap (1634 m). As costas de Iturup são altas e íngremes. A vegetação é composta principalmente de abetos, lariços, pinheiros, e florestas de árvores de folha caduca com amieiros, lianas e vegetação rasteira de bambu das Curilas. As montanhas estão cobertas de bétulas, pinheiros-siberianos-anões, flores herbáceas ou rocha nua.

### Istmo de Vetrovoy
O desenvolvimento do arco das Ilhas Kuril foi significativamente influenciado por extensas erupções vulcânicas formadoras de caldeiras durante o Neo-Pleistoceno-Holoceno tardio, que introduziram grandes quantidades de material piroclástico e tefra na zona de processamento de ondas. Na ilha de Iturup, a formação de quatro grandes caldeiras de colapso durante o Neo-Pleistoceno-Holoceno tardio resultou na libertação de cerca de 450 km³ de piroclastos predominantemente dacíticos.
A formação do istmo subaéreo de Vetrovoy é atribuída à acumulação deste material durante poderosas erupções explosivas de formação de caldeiras no estreito pouco profundo entre as ilhas vizinhas. O atual aspeto geomorfológico do istmo é uma consequência do subsequente processamento piroclástico eólico e ondulatório, levando à formação de terraços marinhos e lagunares.
Um estudo de Afanas'ev et al.foca-se em examinar a existência do estreito que separa as partes sul e norte da Ilha de Iturup no Holoceno médio tardio a partir da perspetiva da geomorfologia costeira. Considera-se que o vulcanismo explosivo do Pleistoceno tardio foi mais intenso e prolongado do que os eventos do Holoceno inicial, levando à formação de depósitos de pedra-pomes no Golfo Prostor da Ilha de Iturup. A datação por radiocarbono da turfeira subjacente à cobertura de pedra-pomes-piroclástica no Istmo de Vetrovoy sugere a ocorrência de eventos há cerca de 38 000-39 000 anos.
A estratigrafia, génese e cronologia dos depósitos Holocénicos na Ilha de Iturup são pouco estudados, baseando-se principalmente em datas C14 da Baía de Kasatka e da Baía de Olga[14]. Três fases transgressivas de sedimentação, comparáveis aos períodos Atlântico, Subboreal e Subatlântico, com uma subida máxima do nível do mar de até 3,5 metros acima do nível atual no Atlântico, foram identificadas na foz do rio Kurilka.
O trabalho de campo realizado em 2017-2018 no istmo de Vetrovoy revelou deslocamentos vulcano-tectónicos com uma camada de material de praia, sugerindo a ocorrência de pelo menos duas explosões piroclásticas em meados do Holoceno tardio. As sondagens Georadar complementaram os resultados das perfurações manuais, fornecendo informações sobre as características geológicas do istmo.
Os depósitos do Istmo de Vetrovoy incluem deslocamentos vulcânicos-tectónicos, piroclastos de pedra-pomes, depósitos de cinzas eolianas e formações de solo-tefra. Os parâmetros morfométricos do terraço do subsolo indicam uma taxa de elevação da área durante a última fase de acumulação marinha costeira que pode atingir 4 mm/ano, ligeiramente superior aos 3,5 m/ano registados durante os últimos 6000 mil anos.
Em conclusão, os estudos sugerem que o vulcanismo explosivo no Holoceno tardio médio afectou significativamente o plano morfotectónico da área do Istmo de Vetrovoy, possivelmente contribuindo para a obstrução do estreito. A elevação da superfície do terraço durante o Holoceno médio pode estar relacionada com estes fenómenos vulcânicos. Pensa-se que a taxa de elevação da zona durante a última fase de acumulação marinha costeira tenha sido de cerca de 4 mm/ano. No entanto, não existem atualmente dados sobre a idade das fácies georadar marinhas identificadas em resultado da investigação no istmo de Vetrovoy.

## História
Inicialmente habitada pelo povo Ainu, a ilha abrigava uma colónia russa (do final do século XVIII) e depois uma guarnição japonesa (c. 1800), onde a localidade de Kurilsk, a principal da ilha, está localizada. Em 1855, Iturup foi reconhecida como território japonês pelo tratado de Shimoda.
Em 26 de novembro de 1941, a ilha e suas baías como a de Hitokappu (em japonês), na costa leste, serviram como ponto de encontro da frota que navegava para atacar Pearl Harbor.
Em 1945, a ilha foi ocupada pela União Soviética após a derrota do Japão no final da Segunda Guerra Mundial. Em 1956, os dois países concordaram em restaurar as relações diplomáticas, mas o tratado de paz ainda não foi ratificado (em 2019) por causa do estatuto disputado de Iturup e de outras ilhas que o Japão continua a reivindicar.